# Елизабет Максвелд
Елизабет Максвелд је била аустријски параолимпијска скијашица. Представљала је Аустрију у параолимпијском алпском скијању на Зимским Параолимпијским играма у Инсбруку 1988. и Зимским Параолимпијским играма 1998. у нордијском скијању у Нагану. Освојила је четири медаље, две златне, једну сребрну и бронзану.

## Каријера
Елизабет Максвелд је учествовала на Зимским параолимпијским играма 1988. године, освојивши златну медаљу у велеслалому за 4:18,47 (друга је била КЦара Дан која је трку завршила за 4:59,62 и трећа Сузана Херера са временом од 5:30,41). Дисквалификована је у женском спусту у класификацији Б1.
Учествовала је на Зимским параолимпијским играма у Нагану 1998. Освојила је злато у нордијском скијању, трци класичне технике на 5 км, испред немачке атлетичарке Верене Бентеле и Рускиње Љубове Панињхове освојила је сребро у категорији 3к2,5 км (заједно са Габриел Бергхофер и Ренатом Хенич) и освојила је бронзу у трци на 5 км слободним стилом.